# ラズマタズ (アルバム)
『ラズマタズ』（英: Razzmatazz; 様式化: RΛZZMΛTΛZZ）は、アメリカ合衆国のインディー・ポップ・バンドであるアイ・ドント・ノウ・ハウ・バット・ゼイ・ファウンド・ミーのデビュー・スタジオ・アルバム。当初は2020年10月16日にフィアレス・レコードから発売される予定であったが、新型コロナウイルス感染症の世界的流行の影響を受けて23日に延期となった。2020年にロサンゼルスにあるパグジラ・サウンドで3週間半で録音作業が行われた本作は、60年代から80年代のポップ・ミュージックを連想させる要素が取り入れた作品となっている。本作は2023年に脱退したドラマーのライアン・シーマンが参加した唯一のスタジオ・アルバムとなっている。

## プロモーション
アルバム発売から2年前の2018年3月14日、公式サイト上で「Nobody Likes the Opening Band」の無料配布が開始され、同日にはミュージック・ビデオが公開された。アルバムタイトルと発売日が発表された2020年8月5日に本作からの先行シングルとして「Leave Me Alone」を発売。続いて9月16日に第2弾シングルとして表題曲の「Razzmatazz」、10月2日に第3弾シングルとして「New Invention」、同月14日に第4弾シングルとして「Lights Go Down」が発売された。
アルバム発売後、アルバムの宣伝のために2021年1月に『ジミー・キンメル・ライブ!』、2月に『エレンの部屋』に出演して「Leave Me Alone」を演奏した。同年夏にはロンドンやグラスゴーで開催された音楽フェスティバルに出演したほか、11月2日から20日にかけて本作を引っさげた『Razzmatazztour』、2022年1月18日から2月26日にかけて『The Thought Reform Tour』が開催された。
2021年のレコード・ストア・デイ（6月12日）にはEP『Razzmatazz B-Sides』が10インチレコードの形態で発売された。同作には新曲「Mx. Sinister」やベックの「Debra」のほかに、「Leave Me Alone」や「Modern Day Cain」の別バージョンなどを含む6曲が収録された。11月19日にはテッサ・ヴァイオレットを客演に迎えた「New Invention」、ザ・キュアーのカバー曲「Boys Don't Cry」、「Leave Me Alone」のテレビ出演時の演奏などが追加収録された本作のデラックス・エディションが発売された。

## 評価
| 専門評論家によるレビュー | 専門評論家によるレビュー |
| 総スコア                 | 総スコア                 |
| 出典                     | 評価                     |
| ------------------------ | ------------------------ |
| Metacritic               | 84/100                   |
| レビュー・スコア         |                          |
| 出典                     | 評価                     |
| AllMusic                 | [ 25 ]                   |
| DIY                      | [ 26 ]                   |
| Kerrang!                 | 4/5                      |
| The Line of Best Fit     | 8.5/10                   |

本作は、評論家から肯定的な評価を得ている。レビュー収集サイト『Metacritic』は、4件の評論家によるレビューを基に100点満点中84点を付けた。
音楽雑誌『DIY』のサラ・ジャミーソンは、本作を「1980年代のシンセサイザー、バロック調のピアノや明快さ、自虐的なコーラスを融合した」アルバムと説明し、「楽しく華やかで、完全に時代を反映している。まさにその名にふさわしいアルバムだ」と評した。イギリスのオンラインマガジン『The Line of Best Fit』のソフィア・サイモン＝バシャルは、「Mad IQs」や「Clusterhug」などの楽曲におけるウィークスの抒情性、「Sugar Pills」や「New Invention」などにおけるベースの演奏を称賛した。
オンラインマガジン『Hysteria Magazine』のハリー・サブリスは「強力な一歩を踏み出したEP『1981 Extended Play』に続く、リスナーにバンドが持ちうるたくさんのものを示す」作品とし、「Leave Me Alone」「Nobody Like the Opening Band」「Sugarpills」「Lights Go Down」「Razzmatazz」の5曲を「傑出した楽曲」として挙げた。

## 収録曲
| #         | タイトル                          | 作詞・作曲                                                                      | プロデューサー                              | 時間  |
| --------- | --------------------------------- | ------------------------------------------------------------------------------- | ------------------------------------------- | ----- |
| 1.        | 「Leave Me Alone」                | ダロン・ウィークス                                                              | ティム・バグノッタ                          | 3:35  |
| 2.        | 「Mad IQs」                       | ダロン・ウィークス ティム・バグノッタ ブライアン・フィリップス                  | ティム・バグノッタ ブライアン・フィリップス | 3:02  |
| 3.        | 「Nobody Likes the Opening Band」 | ダロン・ウィークス                                                              | ダロン・ウィークス                          | 2:15  |
| 4.        | 「New Invention」                 | ダロン・ウィークス ティム・バグノッタ チャド・ウォルシュ デヴィッド・ウォルシュ | ティム・バグノッタ                          | 3:11  |
| 5.        | 「From the Gallows」              | ダロン・ウィークス                                                              | ティム・バグノッタ                          | 2:42  |
| 6.        | 「Clusterhug」                    | ダロン・ウィークス                                                              | ティム・バグノッタ                          | 3:12  |
| 7.        | 「Sugar Pills」                   | ダロン・ウィークス スチュ・マックスフィールド                                   | ティム・バグノッタ                          | 3:07  |
| 8.        | 「Kiss Goodnight」                | ダロン・ウィークス                                                              | ティム・バグノッタ                          | 3:50  |
| 9.        | 「Lights Go Down」                | ダロン・ウィークス ジェイソン・ヒル （ 英語版 ）                                | ティム・バグノッタ                          | 3:24  |
| 10.       | 「Need You Here」                 | ダロン・ウィークス アンドリュー・ゴールドスタイン （ 英語版 ）                  | ティム・バグノッタ                          | 3:07  |
| 11.       | 「Door」                          | ダロン・ウィークス                                                              | ダロン・ウィークス                          | 1:32  |
| 12.       | 「Razzmatazz」                    | ダロン・ウィークス ティム・バグノッタ ブライアン・フィリップス                  | ティム・バグノッタ                          | 4:18  |
| 合計時間: | 合計時間:                         | 合計時間:                                                                       | 合計時間:                                   | 37:15 |

| #         | タイトル                                  | 作詞・作曲                                                                         | プロデューサー       | 時間  |
| --------- | ----------------------------------------- | ---------------------------------------------------------------------------------- | -------------------- | ----- |
| 13.       | 「New Invention」(featuring Tessa Violet) | ダロン・ウィークス ティム・バグノッタ チャド・ウォルシュ デヴィッド・ウォルシュ    | ティム・バグノッタ   | 3:11  |
| 14.       | 「Boys Don't Cry」                        | ロバート・スミス ロル・トルハースト （ 英語版 ） マイケル・デンプシー （ 英語版 ） | 3:15                 |       |
| 15.       | 「Leave Me Alone」(Live From A TV Studio) | ダロン・ウィークス                                                                 | ダロン・ウィークス   | 3:40  |
| 16.       | 「New Invention」(Fisch Loops Remix)      | ダロン・ウィークス ティム・バグノッタ チャド・ウォルシュ デヴィッド・ウォルシュ    | フィッシュ・ループス | 3:06  |
| 17.       | 「From the Gallows」(Demo)                | ダロン・ウィークス                                                                 | ダロン・ウィークス   | 2:29  |
| 18.       | 「Modern Day Cain」(Slow Jam version)     | ダロン・ウィークス                                                                 | ダロン・ウィークス   | 2:58  |
| 19.       | 「Sugar Pills」(Live From London 2021)    | ダロン・ウィークス スチュ・マックスフィールド                                      | ダロン・ウィークス   | 3:57  |
| 合計時間: | 合計時間:                                 | 合計時間:                                                                          | 合計時間:            | 59:51 |

| #         | タイトル                          | 作詞・作曲                                                                      | プロデューサー                              | 時間  |
| --------- | --------------------------------- | ------------------------------------------------------------------------------- | ------------------------------------------- | ----- |
| 1.        | 「Leave Me Alone」                | ダロン・ウィークス                                                              | ティム・バグノッタ                          | 3:44  |
| 2.        | 「Indoctrination」                | ダロン・ウィークス                                                              | ティム・バグノッタ                          | 1:11  |
| 3.        | 「Mad IQs」                       | ダロン・ウィークス ティム・バグノッタ ブライアン・フィリップス                  | ティム・バグノッタ ブライアン・フィリップス | 3:02  |
| 4.        | 「Nobody Likes the Opening Band」 | ダロン・ウィークス                                                              | ダロン・ウィークス                          | 2:15  |
| 5.        | 「New Invention」                 | ダロン・ウィークス ティム・バグノッタ チャド・ウォルシュ デヴィッド・ウォルシュ | ティム・バグノッタ                          | 3:51  |
| 6.        | 「From the Gallows」              | ダロン・ウィークス                                                              | ティム・バグノッタ                          | 2:42  |
| 7.        | 「Clusterhug」                    | ダロン・ウィークス                                                              | ティム・バグノッタ                          | 3:12  |
| 8.        | 「Sugar Pills」                   | ダロン・ウィークス スチュ・マックスフィールド                                   | ティム・バグノッタ                          | 3:07  |
| 9.        | 「Kiss Goodnight」                | ダロン・ウィークス                                                              | ティム・バグノッタ                          | 3:50  |
| 10.       | 「Lights Go Down」                | ダロン・ウィークス ジェイソン・ヒル                                             | ティム・バグノッタ                          | 3:24  |
| 11.       | 「Need You Here」                 | ダロン・ウィークス アンドリュー・ゴールドスタイン                               | ティム・バグノッタ                          | 3:07  |
| 12.       | 「Door」                          | ダロン・ウィークス                                                              | ダロン・ウィークス                          | 1:29  |
| 13.       | 「Tomorrow People」               | ダロン・ウィークス                                                              | ティム・バグノッタ                          | 1:19  |
| 14.       | 「Razzmatazz」                    | ダロン・ウィークス ティム・バグノッタ ブライアン・フィリップス                  | ティム・バグノッタ                          | 4:18  |
| 合計時間: | 合計時間:                         | 合計時間:                                                                       | 合計時間:                                   | 40:31 |

## クレジット
※出典（特記を除く）
アイ・ドント・ノウ・ハウ・バット・ゼイ・ファウンド・ミー
- ダロン・ウィークス – ボーカル、ベース（M3とM11を除く）、シンセサイザー（M1, M2, M4 - M10, M12）、ピアノ（M3, M9, M10, M12）、ウクレレ（M11）、プロダクション（M3とM11）、カバー・デザイン
- ライアン・シーマン – ドラム（M3とM11を除く）、タンバリン（M3）、スレイベル（M3）

外部ミュージシャン
- イアン・ウォルシュ – ギター（M3、M7、M11を除く）
- スチュ・マックスフィールド – ギター（M7）
- アレックス・ナウス – トランペット（M5）
- マット・アップルトン – サクソフォーン（M12）

制作・スタッフ
- ティム・バグノッタ – エンジニア、プロダクション
- ブライアン・フィリップス – エンジニア、プロダクション
- テイラー・レイジェス – アシスタント・エンジニア
- ミッシェル・マンチーニ – マスタリング
- ローレン・ペリー – 写真
- フロリアン・ミフル – パッケージ・デザイン

## チャート成績
| チャート (2020年)                     | 最高位 |
| ------------------------------------- | ------ |
| UK アルバムズ (OCC)                   | 87     |
| US Billboard 200                      | 122    |
| US Top Alternative Albums (Billboard) | 11     |
| US Heatseekers Albums (Billboard)     | 2      |
| US Independent Albums (Billboard)     | 11     |
| US Top Rock Albums (Billboard)        | 22     |
| US Vinyl Albums (Billboard)           | 23     |

## 発売日一覧
| 国/地域 | 発売日         | レーベル   | バージョン               | 規格             | 規格品番  |
| ------- | -------------- | ---------- | ------------------------ | ---------------- | --------- |
| 全国    | 2020年10月23日 | フィアレス | 通常盤                   | CD、LP、音楽配信 | FEAR01397 |
| 全国    | 2021年11月19日 | フィアレス | デラックス・エディション | 音楽配信         | N/A       |